# Bonaventure Uwizeyimana
Bonaventure Uwizeyimana (Kigali, 4 januari 1993) is een Rwandees wielrenner die in 2019 reed voor Benediction Excel Energy.
Uwizeyimana deed mee aan de Gemenebestspelen van 2014, maar reed de wegrit niet uit.

## Overwinningen
2014
5e etappe La Tropicale Amissa Bongo
2015
Jongerenklassement La Tropicale Amissa Bongo
2016
 Rwandees kampioen op de weg, Elite
2017
5e etappe Ronde van Rwanda
2018
5e etappe Ronde van Kameroen
Eind- en puntenklassement Ronde van Kameroen
2019
 Rwandees kampioen op de weg, Elite

## Resultaten in voornaamste wedstrijden
|      | \| Jaar \| \| WK op de weg \| \| ---- \| \| ------------ \| \| 2016 \| \| opgave \| |              |
| Jaar |                                                                                     | WK op de weg |
| 2016 |                                                                                     | opgave       |

## Ploegen
- 2016 –  Dimension Data for Qhubeka
- 2019 –  Benediction Excel Energy

de Bod · Dlamini · Eyob · Gebreigzabhier · Gibbons · Girdlestone · Julius · Navarra · Ndayisenga · Salie · Uwizeyimana